# Zopherus gracilis
Zopherus gracilis är en skalbaggsart som beskrevs av Horn 1867. Zopherus gracilis ingår i släktet Zopherus och familjen barkbaggar. Inga underarter finns listade i Catalogue of Life.

## Bildgalleri

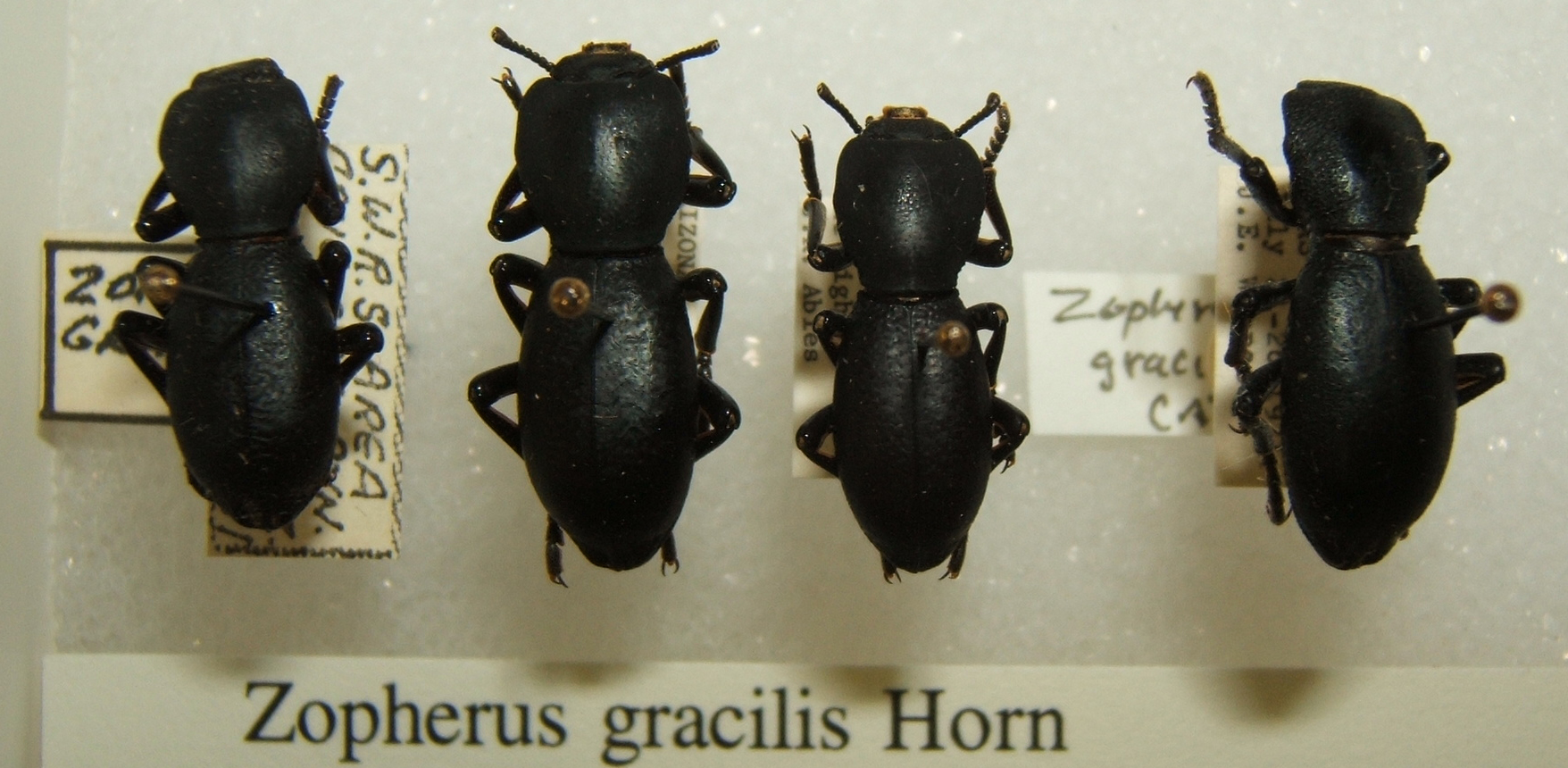